# Riksförbundet Stoppa Rasismen
Riksförbundet Stoppa Rasismen, en först tvärpolitisk organisation, grundad 1983, sedan 1999 insomnad organisation, vars syfte var att motarbeta rasism och främlingsfientlighet i Sverige. Tidskriften Stoppa Rasismen utkom mellan 1983 och 1997. Denna tidning utvecklades sedan till tidningen Expo.
Organisationen delade ut Ronny Landin-priset 1988-1999.
Antifascistisk Aktion anger i sin egen historieskrivning att det egna nätverket bildades som ett svar på att Riksförbundet Stoppa Rasismen inte anordnade några motmanifestationer kring Karl XII-dagen 30 november 1991. 